# Testfall
Testfall är programvarutestning för att bestämma om en produkt fungerar på det sätt som det är tänkt. Testfallet beskriver en händelse och hur produkten ska bete sig vid givna parametrar. Om produkten beter sig så som det är tänkt säger man att testet är godkänt. 